# دوين إيدي
دوين إيدي (بالإنجليزية: Duane Eddy)‏ (و. 1938  م) هو عازف قيثارة، وموسيقي، وعازف قيثارة جاز، وكاتب أغاني أمريكي، يستخدم آلات قيثارة.

## وصلات خارجية
- دوين إيدي على موقع IMDb (الإنجليزية)
- دوين إيدي على موقع الموسوعة البريطانية (الإنجليزية)
- دوين إيدي على موقع روتن توميتوز (الإنجليزية)
- دوين إيدي على موقع ميوزك برينز (الإنجليزية)
- دوين إيدي على موقع رولينغ ستون (الإنجليزية)
- دوين إيدي على موقع قاعدة بيانات الأفلام السويدية (السويدية)
- دوين إيدي على موقع إن إن دي بي (الإنجليزية)
- دوين إيدي على موقع أول ميوزيك (الإنجليزية)
- دوين إيدي على موقع ديسكوغز (الإنجليزية)
- دوين إيدي على موقع ديسكوغز (الإنجليزية)
- دوين إيدي في قاعدة بيانات الأفلام على الإنترنت